# Unstruttalbrücke

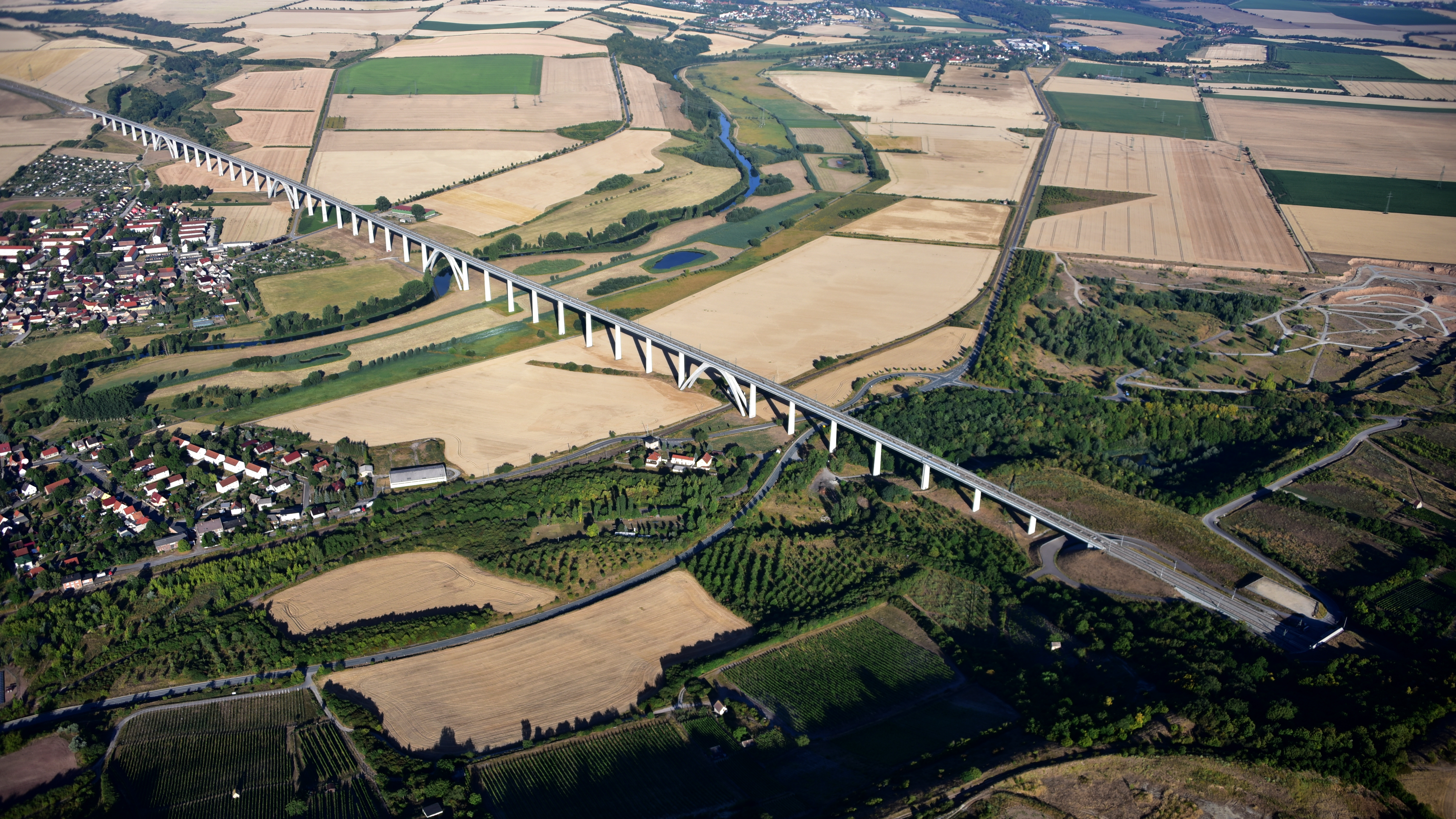
Unstruttalbrücke, Luftaufnahme (2018)

Die Unstruttalbrücke ist eine zweigleisige Eisenbahnüberführung der Neubaustrecke Erfurt–Leipzig/Halle. Mit einer Länge von 2668 m ist sie nach der Saale-Elster-Talbrücke die zweitlängste Eisenbahnbrücke in Deutschland. Das Bauwerk besteht aus einer Kette von vier 580 m langen fugen- und lagerlosen Rahmenbrücken aus Spannbeton, eine Konstruktionsform, die so bei einer Spannbeton-Eisenbahnbrücke erstmals in Deutschland zur Anwendung kam.

## Verlauf
Das Bauwerk befindet sich zwischen den Kilometern 246,0 und 248,7 der Neubaustrecke und überspannt nördlich der Gemeinde Karsdorf etwa 25 km südwestlich von Halle (Saale) das Tal der Unstrut in bis zu 49 m Höhe. Neben der Unstrut werden die (zeitweise wasserführende) Dissau, zwei Landesstraßen, Wirtschaftswege und die Unstrutbahn überquert. Das Tal ist auf seiner Ostseite durch steil abfallende Kalkhänge geprägt, auf seiner Westseite ist seine Flanke flach ausgebildet. Westlich der Brücke folgt der Bibratunnel, östlich schließt sich der Osterbergtunnel an.

## Geschichte

### Planung
Die Planung von Mitte 1993 sah ein rund drei Kilometer langes und bis zu 70 m hohes Bauwerk mit Stützweiten von 58 m oder 116 m vor, dessen Trasse in nördlicher Richtung nach rechts gekrümmt werden sollte. Die Pfeiler sollten sich von 4,5 × 6,5 m am Boden auf 3,0 × 5,0 m an ihrer Spitze verjüngen.
Die Planungsfortschreibung ergab 1994 eine Bauwerkslänge von etwa 3,2 km bei einer auf maximal 60 m reduzierten Höhe und unveränderten Regelstützweiten von 58 m sowie mehreren A-Böcken von je 116 m Spannweite. Mitte 1994 wurde das Bauwerk mit 125 Millionen D-Mark netto kalkuliert. Nach dem Planungsstand von Mitte 1995 sollte das 2668 m lange Bauwerk im Planfeststellungsabschnitt 2.2 der Neubaustrecke, zwischen den Baukilometern 54,96 und 57,63, liegen. Südlich der Brücke, vor dem Übergang zum Bibratunnel, sollte beim Kilometer 54,42 die Überleitstelle Nebra eingerichtet werden.
1996 erging der Planfeststellungsbeschluss für den Streckenabschnitt der Unstruttalbrücke. Im Jahre 2006 folgte eine Überarbeitung des Brückenentwurfes.

### Bau

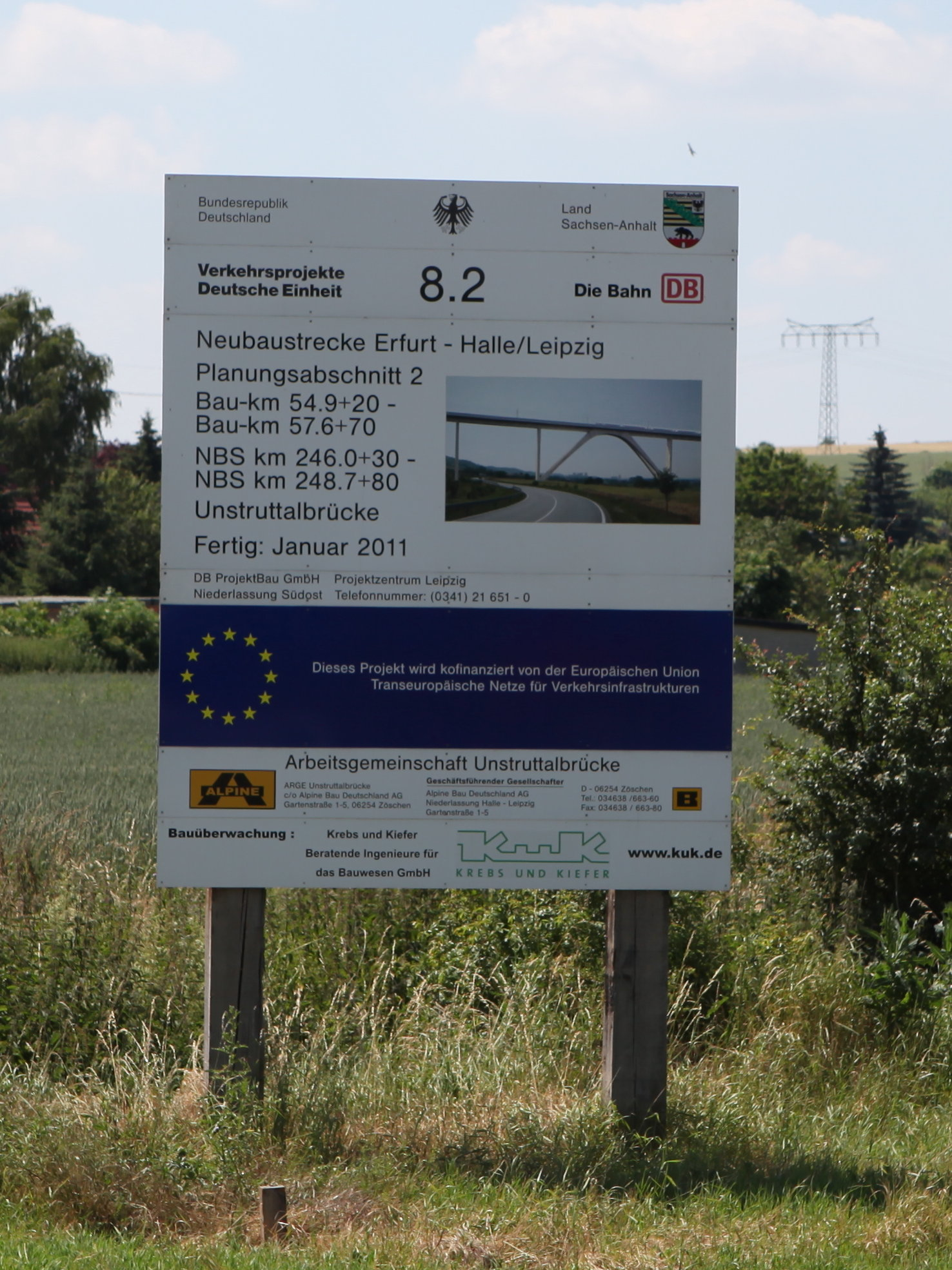
Bauschild: geplante Fertigstellung Januar 2011

Zwischen 1994 und November 2007 erfolgten in mehreren Phasen archäologische Ausgrabungen im Bereich der zukünftigen Brücke. Dabei wurden etwa 300 Funde ermittelt, darunter elf Hockergräber aus der Schnurkeramik-Zeit (ca. 2000 vor Christus). Den Grabungen ging eine Auswertung von Luftbildern voran, die archäologische Funde erwarten ließen. Zeitweilig waren ein Ausgrabungsleiter und bis zu 15 Helfer mit der Freilegung der Stücke beschäftigt. Die teilweise nur wenige Zentimeter unter der Oberfläche liegenden Funde aus der Bronze- und Steinzeit sollen in den Bestand des Landesamtes für Denkmalpflege und Archäologie in Halle übergehen.
Im Februar 2006 begannen im Bereich der zukünftigen Brücke Baufeldfreimachungen. Dabei wurden unter anderem 13,5 km Hochspannungsleitungen im Umfang von rund 12 Millionen Euro verlegt. Im gleichen Jahr sollten landschaftspflegerische Begleitmaßnahmen beginnen (Stand: April 2006).
Das Bauprojekt wurde Anfang Januar 2007 ausgeschrieben. Der Bauauftrag wurde Anfang Juli 2007 mit einem Auftragsvolumen von 50 Mio. Euro netto an die ARGE Unstruttalbrücke (Alpine Bau Deutschland AG und Berger Bau GmbH) vergeben. Die Baukosten sollen 55 Mio. Euro netto betragen.
Im gleichen Monat folgte der Beginn der Baustelleneinrichtung. Im November 2007 wurden die ersten Pfähle gebohrt. Die landschaftspflegerischen Begleitmaßnahmen sollen im Jahr 2013 abgeschlossen werden. Das Ende der Baumaßnahmen war gemäß Bauschild für den Januar 2011 vorgesehen. Dieses Ziel verschob sich später auf Ende Juli 2012.
Die Baustellen wurden über ein Netz von Baustraßen erreicht, die nach Abschluss der Bauarbeiten weitgehend zurückgebaut wurden. Die östliche Zufahrt zur Baustelle blieb dabei als Rettungsweg zum Westportal des Osterbergtunnels erhalten.
Im Zuge der Bauarbeiten wurden die Dissau sowie fünf Wirtschaftswege verlegt. An dem Fluss wurden dabei keine Befestigungen errichtet.
Als ökologische Ausgleichsmaßnahmen waren auf 400 Hektar Fläche Maßnahmen im Umfang von 7,3 Millionen Euro geplant. Dabei wurden unter anderem Ackerflächen renaturiert, Gehölze gepflanzt und Obstwiesen angelegt. Auch ein neuer Altarm der Unstrut wurde erstellt.

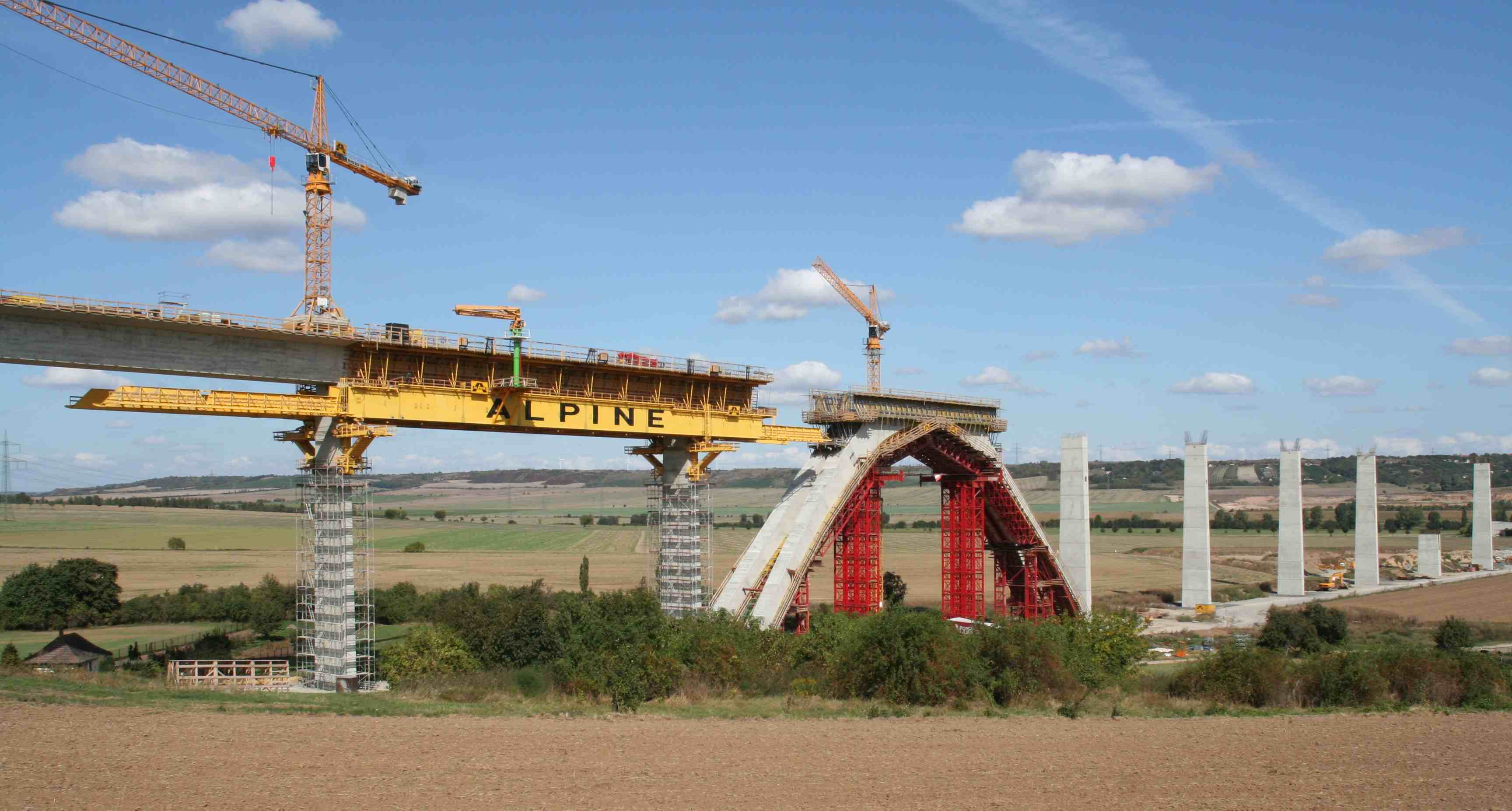
Brückenbau mit Vorschubrüstung, 2009

Die Brücke wurde von Westen Richtung Osten errichtet. Zur Herstellung des Überbaus wurde eine rund 770 t schwere Vorschubrüstung verwendet, deren Verschubkonsolen an den Pfeilern und Bogenscheiteln angehängt war. Sie bestand aus zwei Kastenträgern mit etwa 71 m Länge und war mit dem Nachläufer und dem vorderen Vorbauschnabel insgesamt 128 m lang. Vorab wurden die vier Bögen mit Hilfe eines bodengestützten Traggerüstes in zwölf Bauabschnitten hergestellt. Da der Überbauquerschnitt im Bogenbereich breiter ist und senkrechte Stege aufweist, wurde er mit dem Bogen hergestellt. Das Schalungsgerüst auf der Vorschubrüstung musste bei der Querung dieses Abschnittes immer demontiert werden.
Zur Herstellung des Brückenbogens über die Unstrut wurde diese im Jahre 2010 für den Schiffsverkehr gesperrt. Ein- und Ausstiegsstellen mit einer Umtragemöglichkeit für Wasserwanderer waren eingerichtet worden.

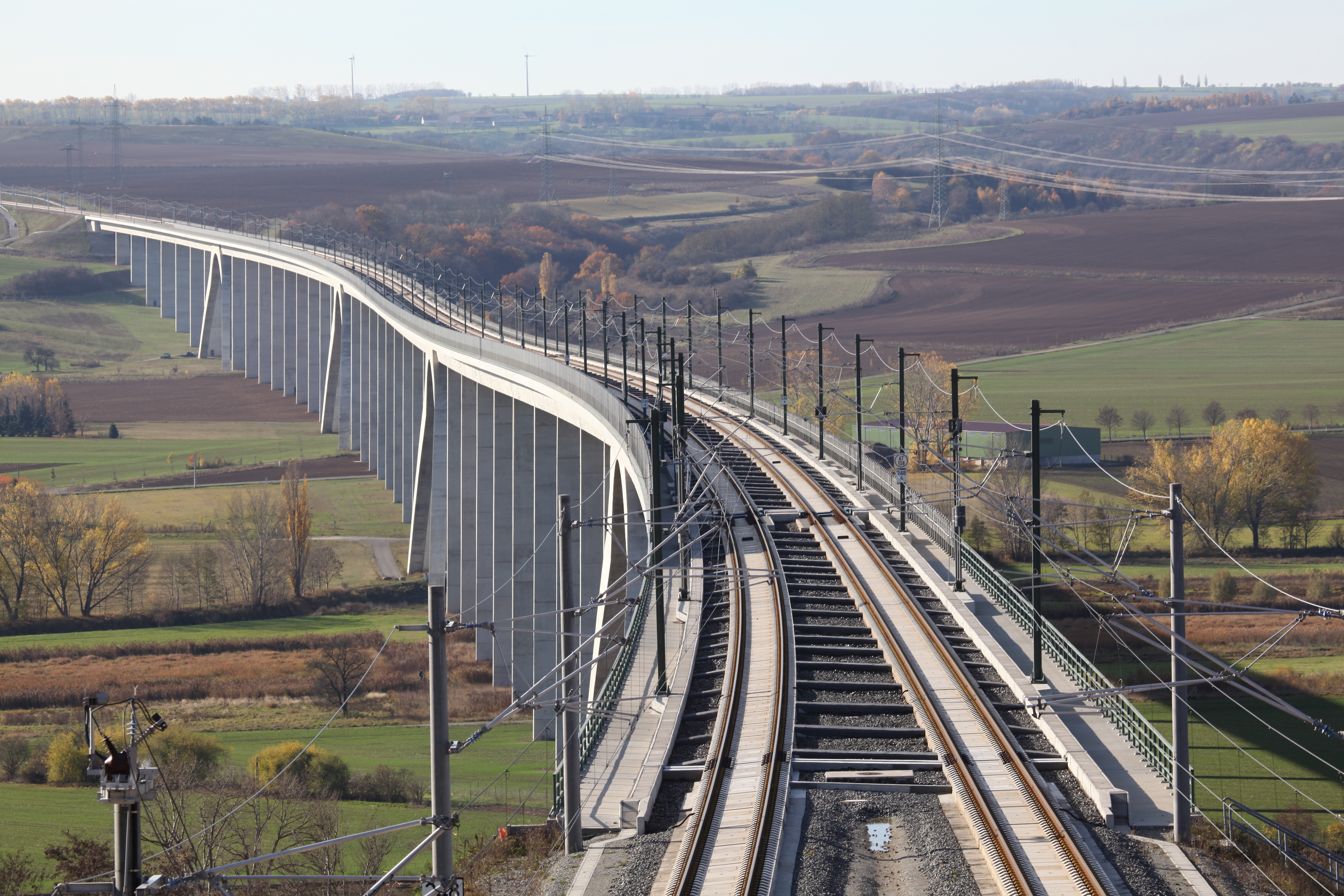
Feste Fahrbahn mit zusätzlicher seitlicher Führung

Im Juli 2012 konnte der symbolische Lückenschluss und der Abschluss der Rohbauarbeiten gefeiert werden. Die Montage der Gleisanlagen auf der Brücke erfolgte im Jahr 2013.
Ende August 2014 wurde die Brücke mit zwei speziellen Güterzügen mit einer Meterlast von acht Tonnen befahren, um das berechnete statische Verhalten des Bauwerks in der Praxis zu prüfen.

## Konstruktion

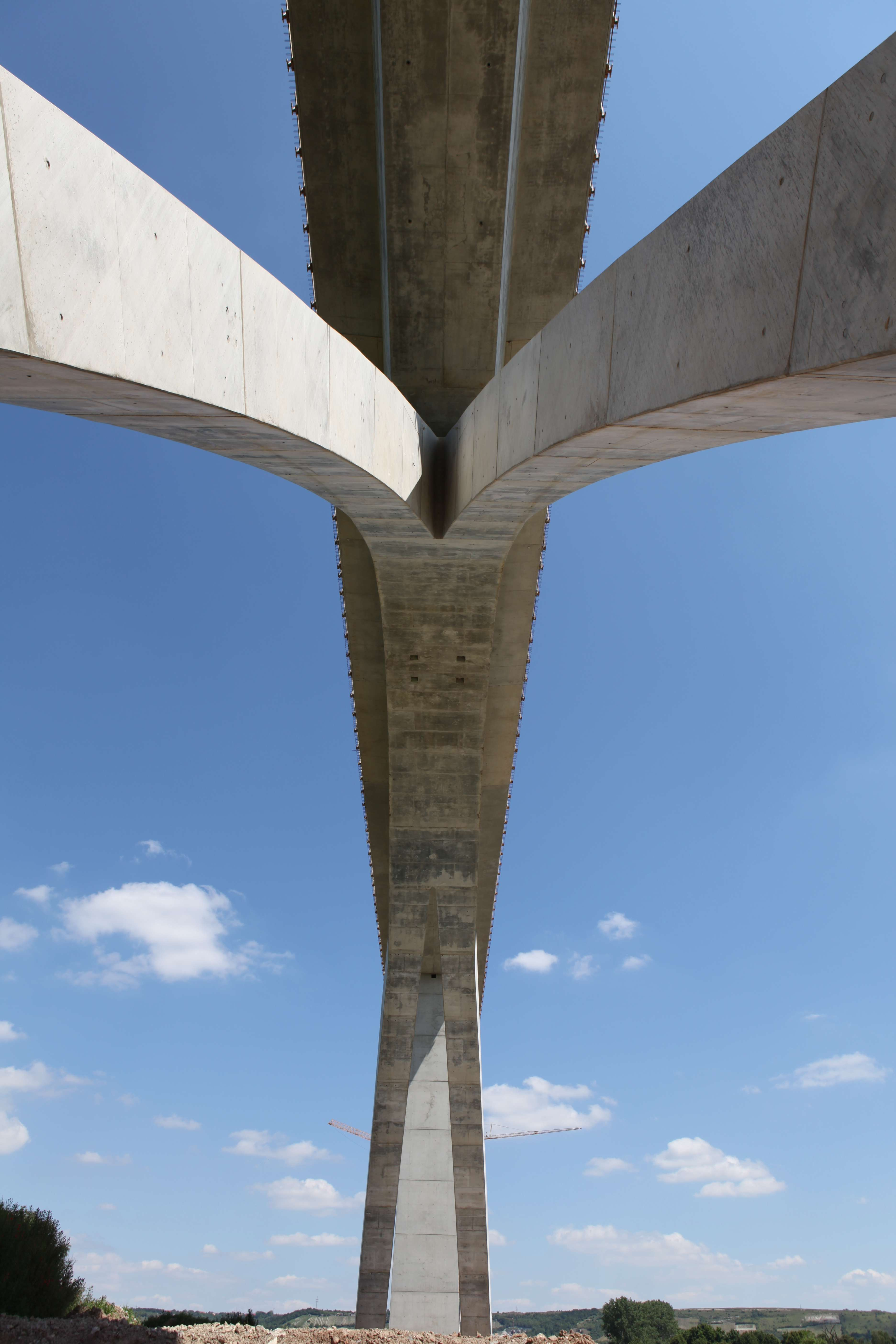
Fertiger Bogen

Der Spannbetonüberbau hat einen Hohlkastenquerschnitt mit einer Konstruktionshöhe von 4,75 m und einer Fahrbahnplattenbreite von 13,95 m, die sich im Aufweitungsbereich vor dem Osterbergtunnel auf bis 15,93 m vergrößert. Er besteht aus 46 Feldern mit je 58 m Stützweite und ist in sechs Durchlaufträgerabschnitte unterteilt. Die beiden 174 m langen Endsegmente vor den Widerlagern weisen drei Öffnungen mit jeweils 58 m Stützenabstand auf. Die dazwischen liegenden vier Abschnitte haben jeweils in der Mitte einen Bogen mit einer Stützweite von 108 m auf und sind als 580 m lange sowohl fugen- als auch lagerlose Rahmenbrücken – wird auch als integrale Brücke bezeichnet – geplant. Der Bogen hat die Form eines Sprengwerks, ist im Scheitel 7,0 m breit und zirka 5 m dick sowie mit dem Überbau monolithisch verbunden. In Querrichtung teilt und spreizt er sich und weist unten eine Gesamtbreite von 13,5 m bei einer Dicke von 2,0 m auf. Der Bogen ist jeweils zusammen mit einem Pfeiler auf einem Pfahlkopffundament gegründet. Die Pfeiler neben den Bögen haben einen Achsabstand von 116 m. Beidseitig schließen je vier Felder mit 58 m Länge an. Die Widerlager und Bögen leiten die Horizontalkräfte aus Bremsen ab. Dementsprechend sind auf den fünf Trennpfeilern Dehnfugen mit Schienenauszügen und Ausgleichsplatten vorhanden.
Die Trennpfeiler sind vom Pfeilerkopf in Richtung Pfeilerfuß auf eine Länge von 25 m geschlitzt und bestehen am Kopf aus zwei 0,6 m breiten Scheiben um die Formänderungen aus der Längsdehnung des Überbaus von bis zu 375 mm aufnehmen zu können.

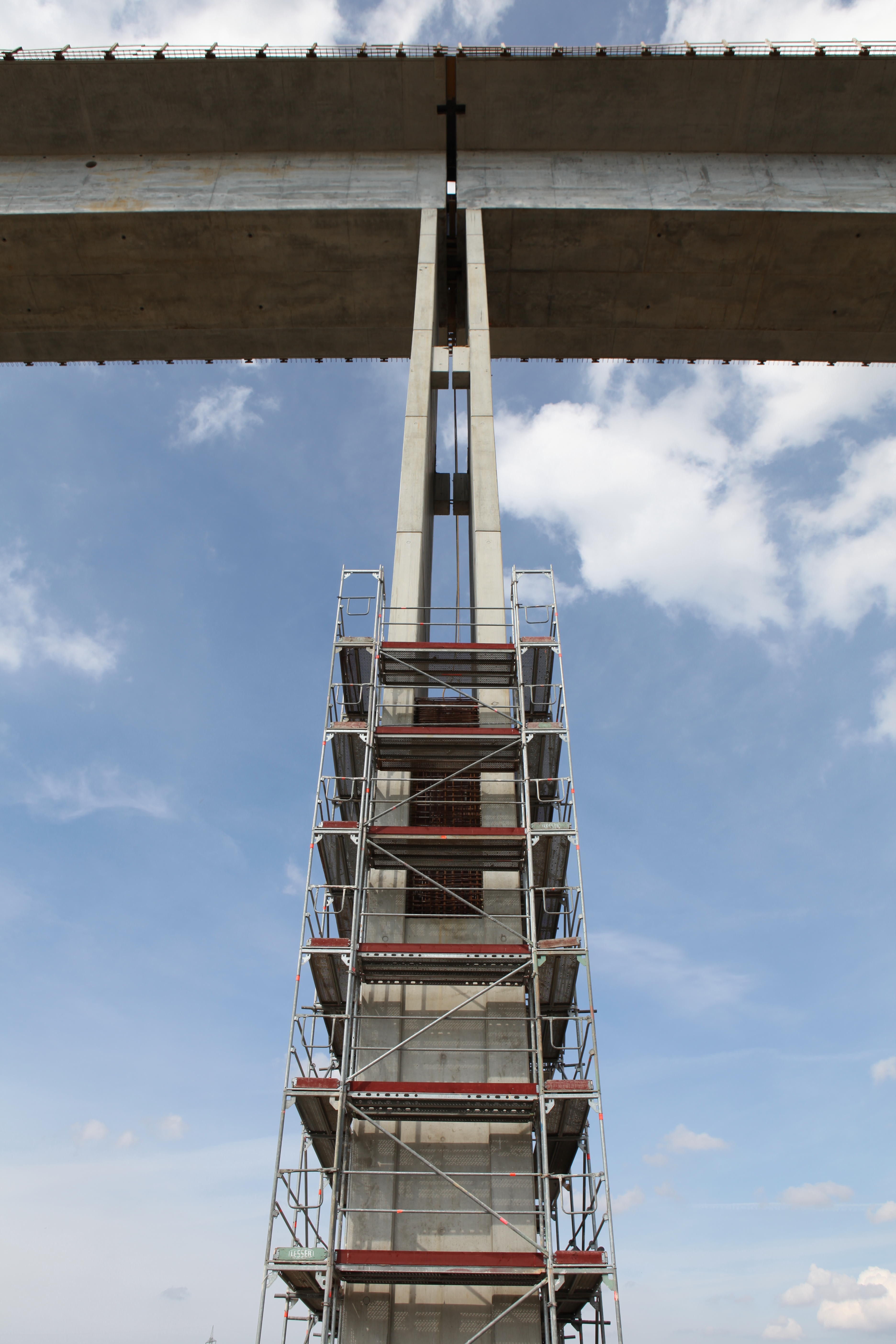
Trennpfeiler

Die Gründung der Widerlager, Pfeiler und Bögen besteht aus Pfahlkopfplatten, die von Pfählen, die bis in die Tiefe des anstehenden Buntsandsteins reichen, mit einer Gesamtlänge von 7500 m getragen werden. Jeder der acht Bogenfüße steht auf einer 1250 m³ großen Pfahlkopfplatte und 21 Bohrpfählen mit 1,8 m Durchmesser und Längen von 8 m bis 26 m. In der Ausschreibung waren noch 10 Pfähle vorgesehen. Die Pfeiler wurden auf sechs Pfählen mit 1,5 m Durchmesser und Längen von 8 m bis 40 m und die Widerlager auf zwölf je 20 m langen Pfählen mit 1,5 m Durchmesser gegründet.
Der Überbau ist generell monolithisch mit den Pfeilern und Bögen verbunden. Daraus folgt einerseits, dass eine Austauschbarkeit des Überbaus, wie bisher auf den Neubaustrecken vorgesehen, nicht mehr möglich ist; andererseits entfallen auf allen Pfeilern die Lager und die Pfeiler können besonders schlank ausgeführt werden. So sind die Regelpfeiler nur 1,5 m, die Kämpferpfeiler 2,0 m und die Trennpfeiler 2,5 m breit. Bei den üblichen Brückenkonstruktionen auf den Neubaustrecken sind es aufgrund des Platzbedarfes für die Lager bei Innenpfeilern von Durchlaufträgerbrücken 2,7 m und bei Trennpfeilern 4,0 m. In Brückenquerrichtung haben die oben 5,0 m breiten Pfeiler der Unstruttalbrücke einen Anzug von 40 zu 1 in Richtung des Pfeilerfußpunktes.
Die Feste Fahrbahn auf der Brücke sollte ursprünglich durchgehend mit schalldämmenden Elementen ausgerüstet werden. Auf der Südseite ist eine 2200 m lange und 2,5 m hohe Schallschutzwand und auf der Nordseite eine 2400 m lange und 1,0 m hohe Windschutzwand vorhanden.

## Galerie

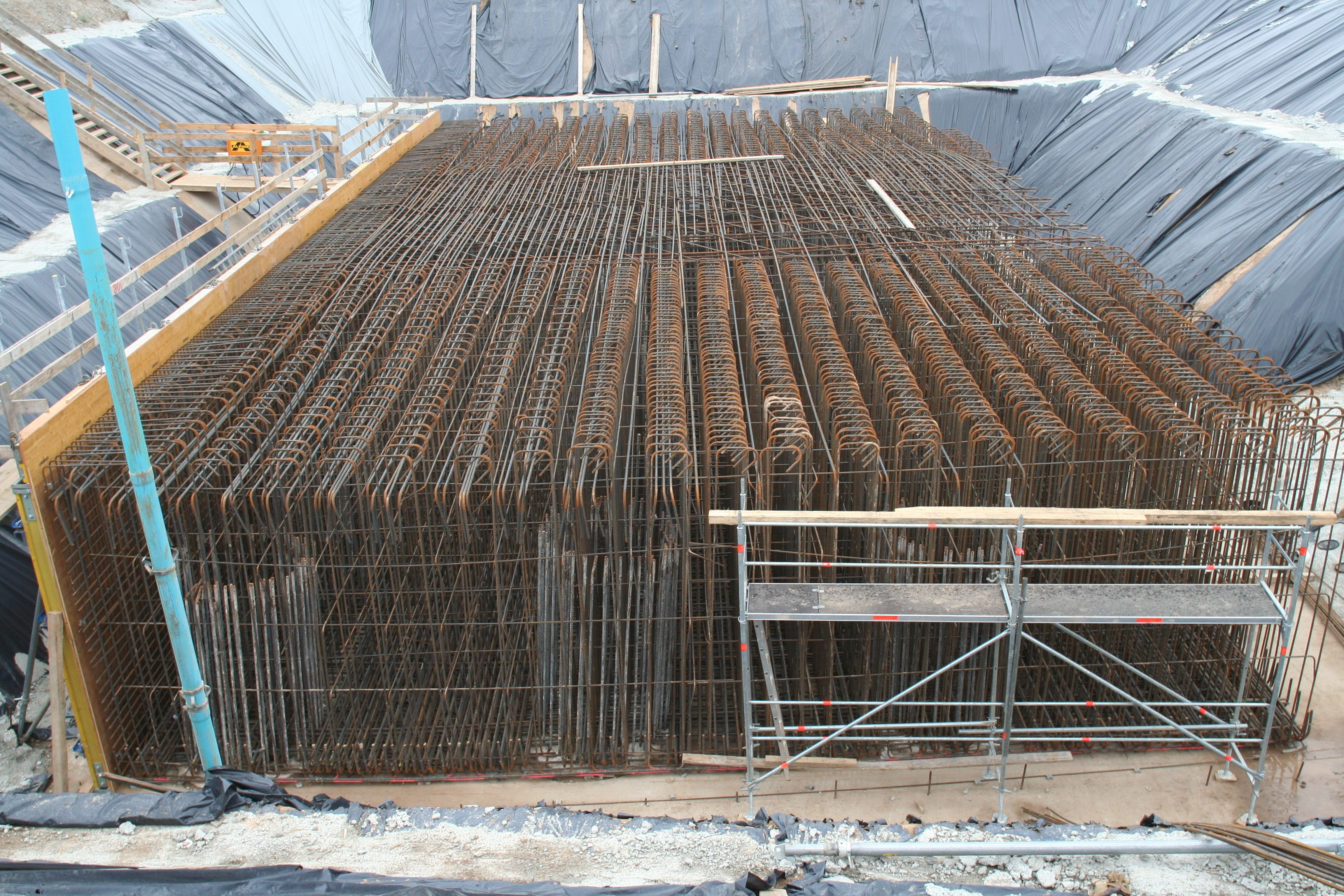
Pfahlkopfbewehrung (September 2008)
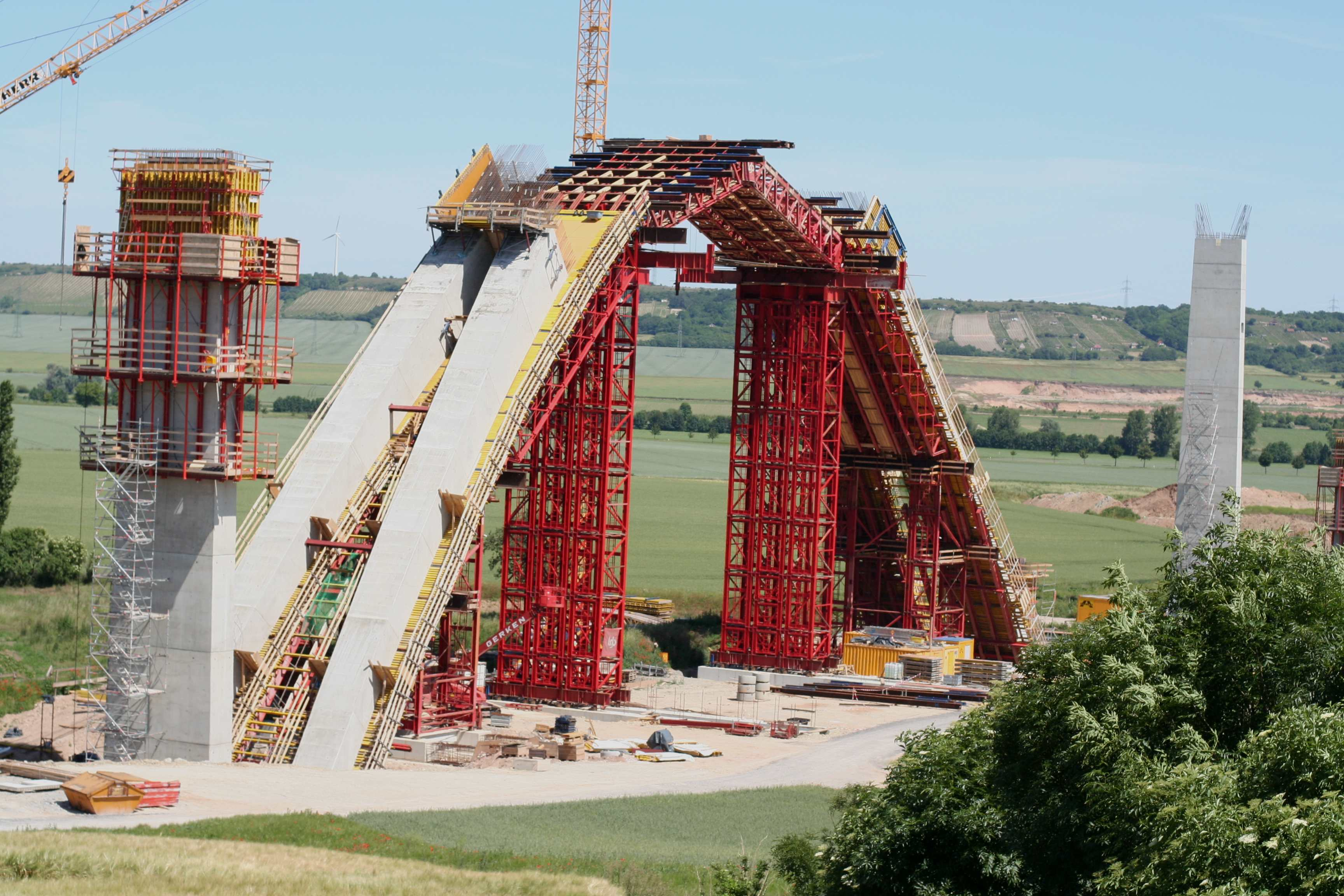
Bogenbauzustand (Juni 2009)
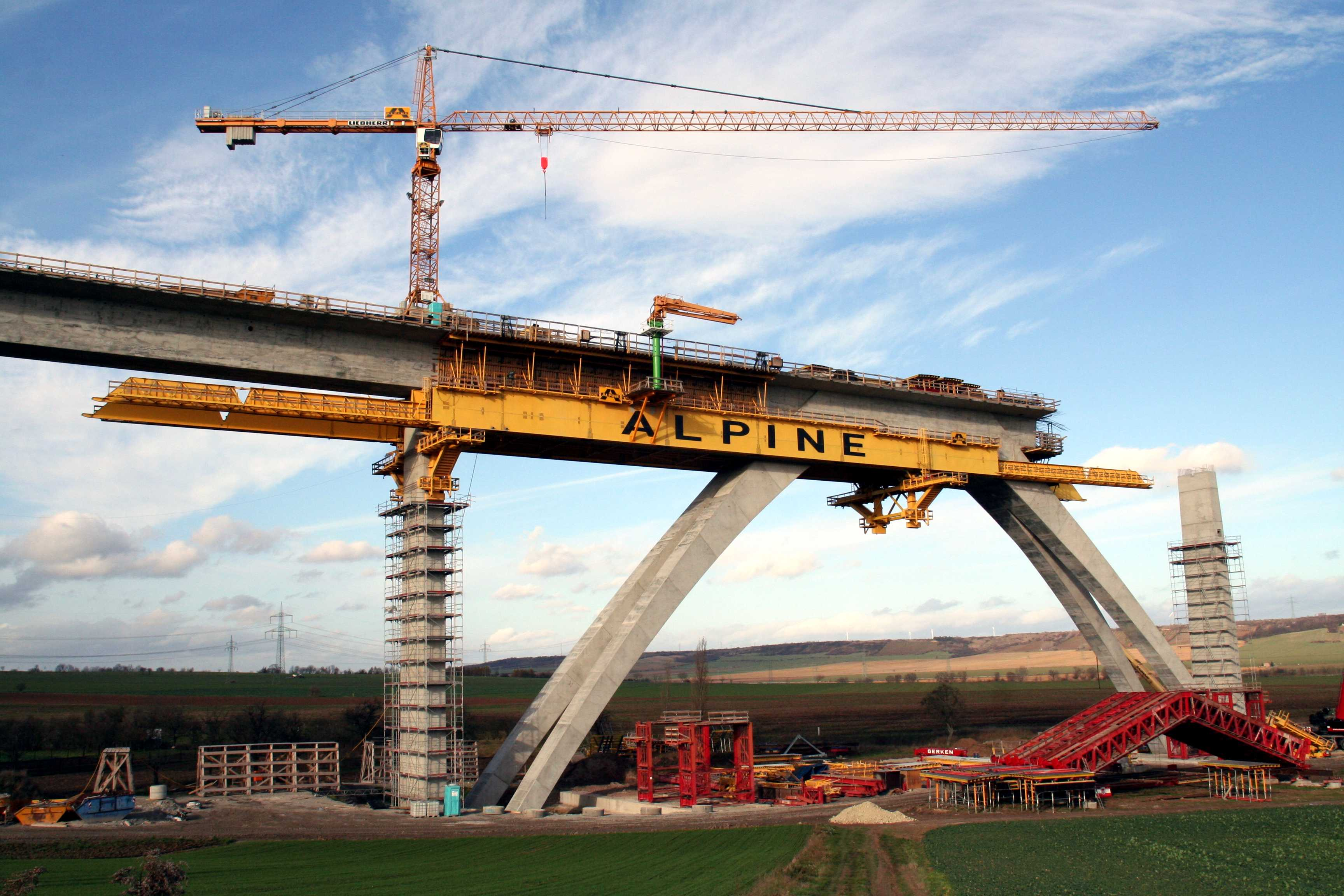
Bauzustand (November 2009)
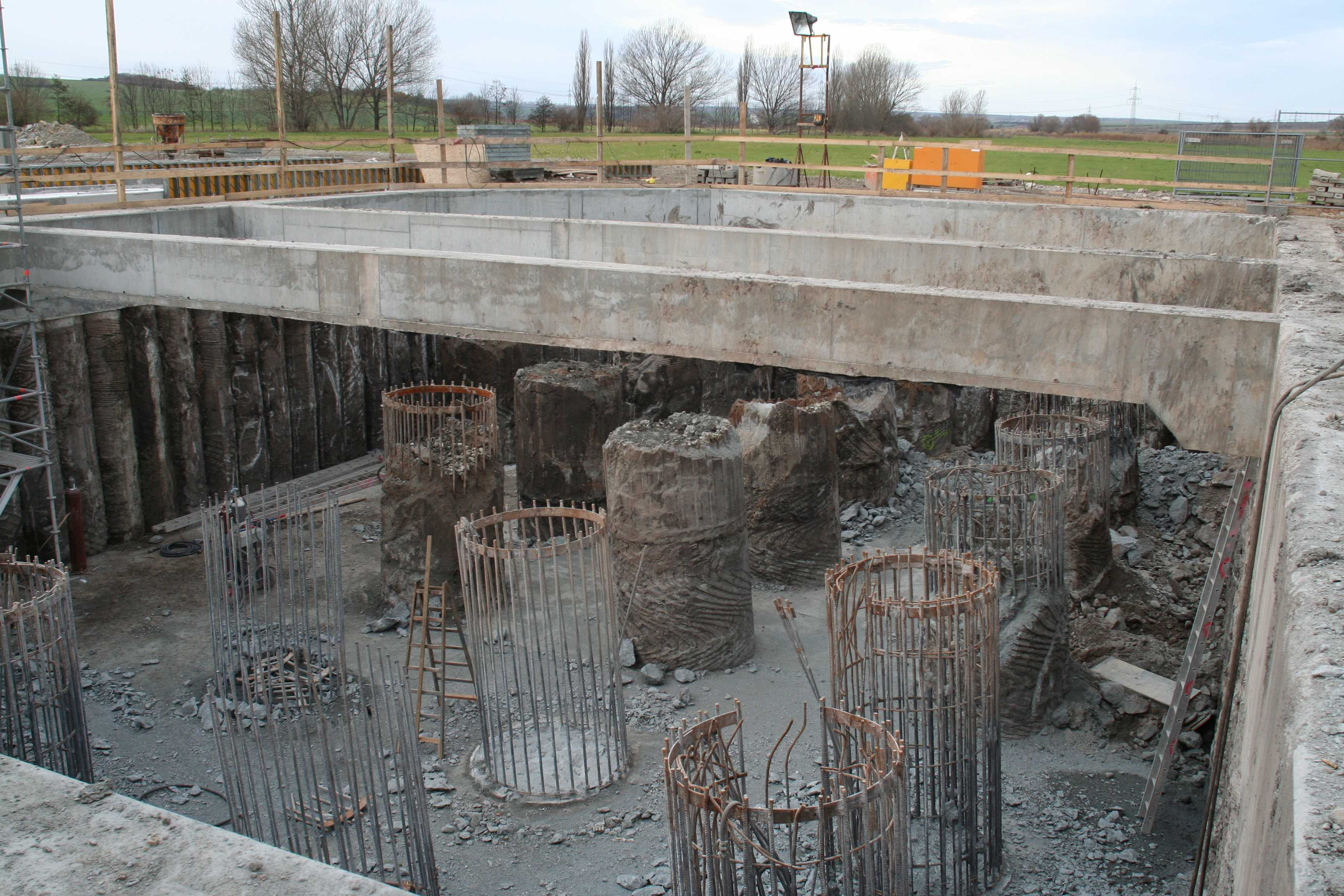
Pfahlkopffundament des Bogens (November 2009)
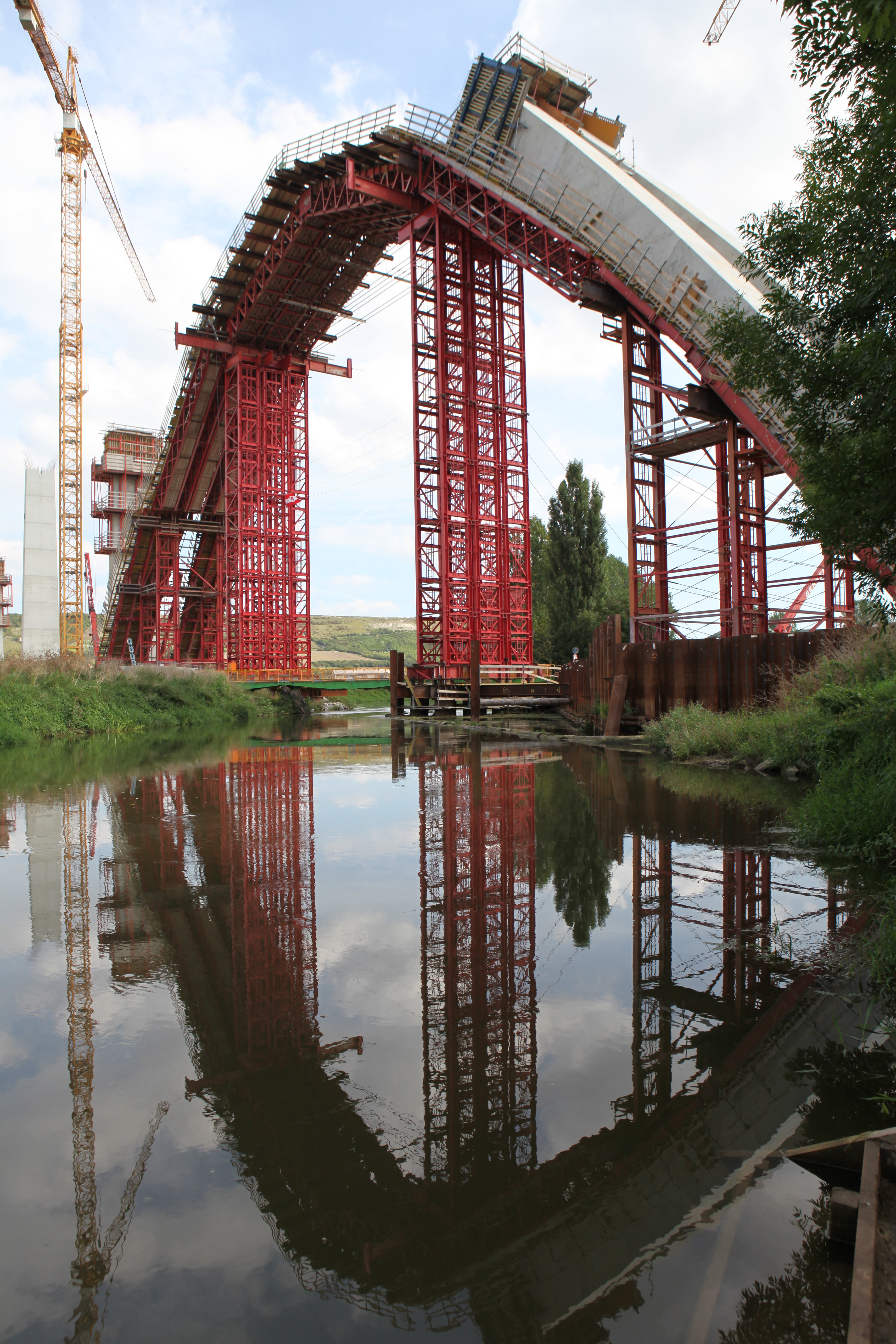
Bogenbauzustand über der Unstrut (September 2010)
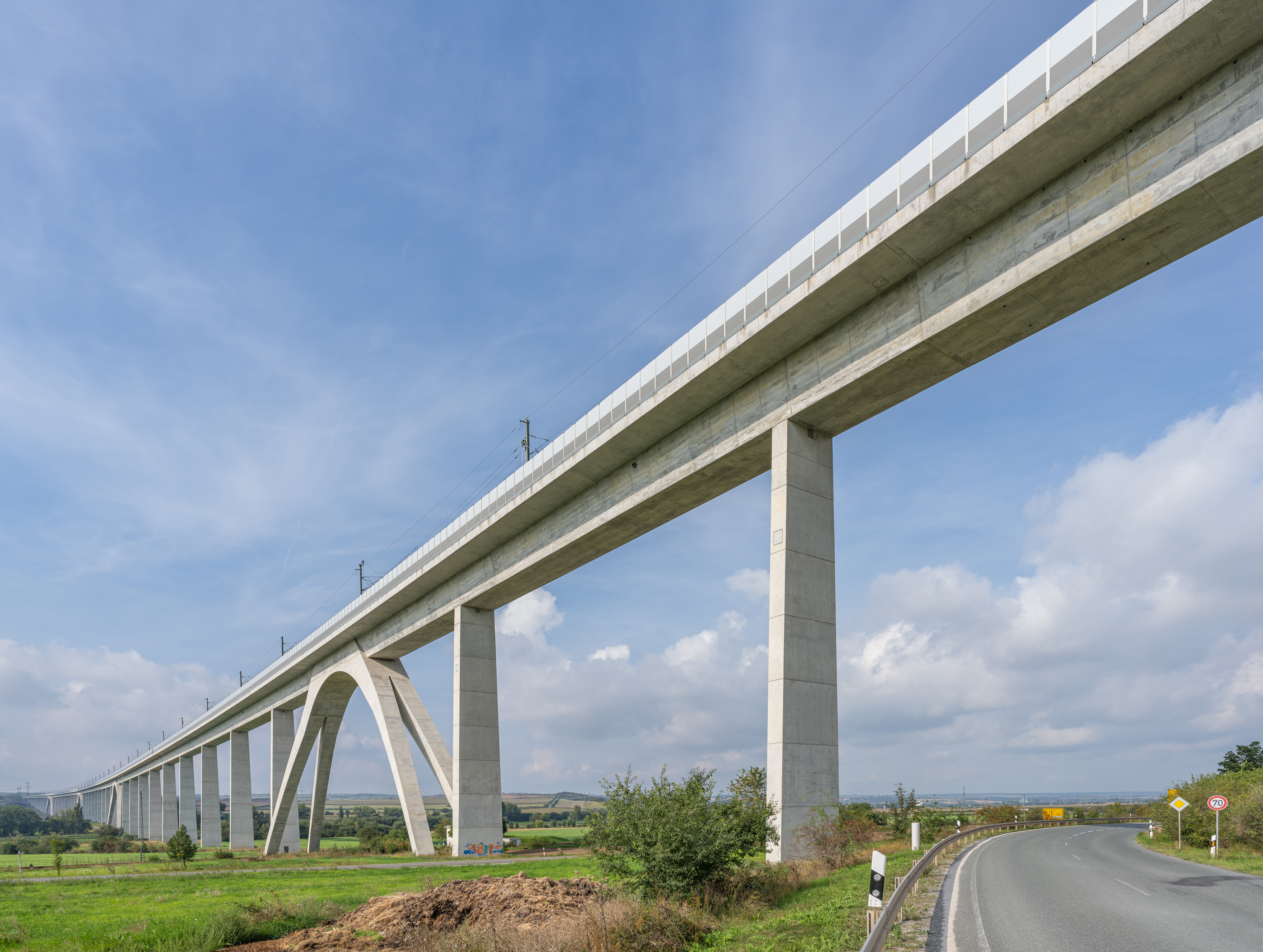
Blick auf Brücke vom Boden (September 2021)